# Carved
Carved (口裂け女, Kuchisake Onna) es una película de terror japonés estrenada el 14 de agosto de 2007. Se refiere a un fantasma de la mitología japonesa llamada Kuchisake-Onna, así como a una versión moderna del cuento de una mujer mutilada por un marido celoso, la cual regresa como un espíritu maligno que se dedica a cometer los mismos hechos sucedidos a ella.

## Trama
Kyoko Yamashita (Eriko Sato) es una maestra de la primaria Midoriyama. Mika (Rie Kuwana), una de sus alumnas, fue secuestrada por una mujer apodada Kuchisake-onna (que significa Mujer con la boca cortada) tras un terremoto.
Después del suceso, sus alumnos van desapareciendo uno a uno.
Con el tiempo se descubre el origen de Kuchisake-onna con otro maestro llamado Noboru Matsusaki (Haruhiko Kato) a su lado. Luego comienzan a enfrentarse al espíritu, salvando así a Mika y Noboru muriendo después de varias puñaladas por el espíritu, quien muere y luego renace como un cuerpo en estado de putrefacción. Pronto posee a Kyoko después de disculparse a su hija de todo el mal que le ha hecho.

## Curiosidades
El título original se refiere a Kuchisake-onna (La mujer con la boca cortada), que es una leyenda urbana muy popular del folclore japonés y coreano. Trata sobre una mujer que fue asesinada y mutilada por su esposo y se convirtió en un yokai (espíritu demoníaco) o Gwishin (alma en pena), regresando para vengarse preguntándole a sus víctimas si es hermosa, las cuales al responder son posteriormente asesinadas por ella.
En esta versión, Koji Shiraishi dio una trama sobre una madre llamada Taeko Matsuzaki que se volvía loca y mató a dos de sus hijos. Al querer que su tercer hijo (Noboru Matsuzaki) le cortara la cabeza de nuevo se volvió loca y quería enterrarle unas tijeras. Noboru le cortó la boca accidentalmente para defenderse, luego la mató. Para ocultarla, la escondió en un ropero tapándola con un abrigo y cubriendo su boca con cubre bocas.

## Reparto
- Eriko Sato - Kyoko Yamashita.
- Haruhiko Kato - Noboru Matsuzaki.
- Miki Mizuno - Taeko Matsuzaki, Kuchisake-onna.
- Chiharu Kawai - Mayumi Sasaki.
- Rie Kuwana - Mika Sasaki.
- Saaya Irie - Shiho Nakajima.
- Kazuyuki Matsuzawa - Hideo Tamura.
- Kaori Sakagami - Saori Tamura.